# Przedsiębiorstwo Komunikacji Samochodowej w Bełchatowie
Przedsiębiorstwo Komunikacji Samochodowej w Bełchatowie Sp. z o.o. – firma zajmująca się usługami związanymi z rozkładowym transportem pasażerskim i transportem w komunikacji międzymiastowej. Świadczy także usługi wynajmu autokarów, uwzględniające indywidualną specyfikę i ich potrzeby. Przedsiębiorstwo ma swoją siedzibę w Bełchatowie przy ulicy Przemysłowej 2.
PKS Bełchatów prowadzi m.in. linie:
- Bełchatów – Kraków
- Bełchatów – Częstochowa
- Bełchatów – Łódź
- Bełchatów - Zelów

## Tabor
- Autosan
- Jelcz PR 110 Lux
- Renault Midner SFR 112
- Bova FHM
- minibusy Iveco
- Ford Transit